# Анналы святого Николая из Пассау и заметки Вольфельма
Анналы святого Николая из Пассау и заметки Вольфельма (лат. Annales S. Nicolai Patavienses et notae Wolfelmi) — составленная на латинском языке историческая компиляция XIII в., к которой тогда же Вольфельм, пресвитер церкви святого Николая в Пассау, прибавил некоторые собственные заметки. Сохранились в рукописи XIII в. Охватывают период с 30 по 1287 гг. Содержат сведения главным образом по истории Священной Римской империи.

## Издания
- Annales S. Nicolai Patavienses et notae Wolfelmi / ed. G. Waitz // MGH, SS. Bd. XXIV. Hannover, 1879, p. 60-61[2].

## Переводы на русский язык
- Анналы святого Николая из Пассау и заметки Вольфельма в переводе И. М. Дьяконова на сайте Восточная литература